# Фјаско Балдаја (Катанцаро)
Фјаско Балдаја је насеље у Италији у округу Катанцаро, региону Калабрија.
Према процени из 2011. у насељу је живело 304 становника. Насеље се налази на надморској висини од 64 м.